# سند دمشق

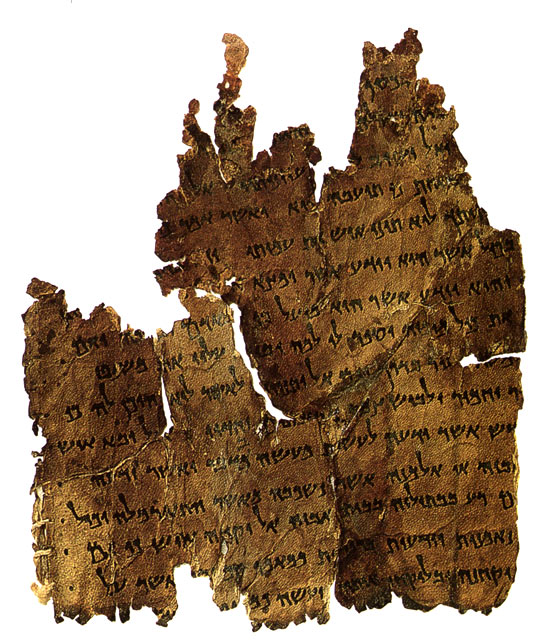
طومار سند دمشق، 4Q271Df، یافت شده در غار ۴ در قمران

سند دمشق (انگلیسی: Damascus Document) بخشی از طومارهای دریای مرده است که در سال ۱۹۴۷ در نزدیکی قمران کشف شد.
سند دمشق را می‌توان به دو بخش مجزا تقسیم کرد که معمولاً پند و قوانین نامیده می‌شود. دیویس پند را به چهار بخش تقسیم می‌کند: تاریخچه، حقوقی، هشدارها، یک مکمل (که ویز از آن به عنوان نصیحت یاد می‌کند). پند شامل آموزش اخلاقی، نصیحت و اخطار خطاب به اعضای فرقه، همراه با جدل علیه مخالفان آن است. به نوعی مقدمه بخش دوم است.